# 李斗镛
李斗镛（韓語：이두용，1942年12月24日—2024年1月19日），男，韩国电影导演。曾获得百想艺术大奖电影部门导演奖。
2024年1月19日，因肺癌去世。